# 델타 항공
델타 항공(영어: Delta Air Lines)은 미국의 항공사로, 대한항공, 에어 프랑스, 아에로멕시코와 함께 스카이팀의 원년 가맹사다. 본사는 조지아주 애틀랜타에 있다. 총 여객 운송수, 보유 항공기수, 연간 매출액을 기준으로 세계 최대의 항공사로 꼽히며 또한 아메리칸 항공, 유나이티드 항공과 함께 미국의 3대 메이저 항공사 중 하나로 손꼽힌다. 남극 대륙을 제외한 세계 모든 대륙에 항공편을 운영하고 있으며 그 수는 88개국 247개 도시에 달한다. 그리고 애틀랜타에서 요하네스버그간 노선 취항으로 미국 항공사 중 제일 긴 직항편을 운영하고 있다. 하츠필드 잭슨 애틀랜타 국제공항을 메인 허브공항으로 두고 있으며, 2010년에 계열사였던 노스웨스트 항공을 합병함에 따라 노스웨스트의 허브였던 디트로이트, 미니애폴리스를 허브 공항으로 추가하고 태평양 횡단 노선의 운항을 시작했다. 아시아 및 태평양 지역으로는 인천국제공항, 유럽 지역으로는 파리, 암스테르담을 허브로 두고 있다.

## 역사

### 초창기
1924년 뉴욕에서 허프 댈런드 더스터스(Huff-Daland Dusters)란 농약 살포를 전문으로 하는 항공사로 설립되었다. 1928년 루이지애나의 기업인에게 매각되어 델타에어 서비스(영어: Delta Air Service)라는 회사가 되었다. 1929년에 여객 수송을 시작하였고 1930년 12월 델타 에어(영어: Delta Air Corporation)라는 법인으로 다시 설립해 남부에서 가장 빠르게 성장하는 도시인 애틀랜타에 취항했으며, 서쪽과 동시에 동쪽인 텍사스주로 확장하게 되었다.
1934년 이후 미국 남부 지방의 여객 및 화물을 미국의 각 도시와 해외로 운송하게 되었다. 1941년에 본사를 조지아주 애틀랜타로 이전했다. 1945년 현재의 명칭으로 변경했고 그와 동시에 새로운 장비를 구입하고 새로운 노선에 취항하기 시작했다. 1948년에 더글러스 DC-6 기종을 도입했다.

### 합병 및 전성기
1953년에 미시시피강 유역을 거쳐 카리브해까지 항로를 개척한 시카고 앤드 서던 항공(영어: Chicago and Southern Air Lines, Inc.:C&S)과 합병했다. 1960년대에 비행기가 교체되었고 1972년에 뉴욕과 보스턴의 항로를 비롯하여 북동 지역에 취항하였던 노스이스트 항공(영어: Northeast Airlines, Inc.)과 합병하였다. 1960년에 더글러스 DC-8 기종을 도입했다. 1970년 델타 항공은 5대의 보잉 747-100 기종을 도입해 장거리 노선에 취항했다.
첫 취항 당시 로스앤젤레스, 댈러스 - 애틀랜타에 취항했으며 국제선 노선의 경우 런던 히드로 공항에 취항했다. 그러나 1970년대초 경제 침체로 보잉 747-100 기종을 도입한지 6년 만인 1976년에 조기 퇴역시키고 록히드 L-1011 기종을 도입했다. 1978년 애틀랜타 - 런던 국제선 운항을 시작한데 이어 1979년에 노스웨스트 항공(영어: Northwest Airlines)을 인수해 자회사로 편입했다. 같은 해 프랑크푸르트행 국제선 노선이 신설되었다. 1981년에 최초의 상용 고객 우대 프로그램인 스카이마일스(영어: SkyMiles)를 시작했다.
1983년에 보잉 767-200 기종을 도입했으며, 1984년에 지역 항공사 브랜드인 델타 커넥션을 설립했다. 1987년에 캘리포니아주 등 미국 서해안 지역에 많은 항로를 가지고 있던 웨스턴 항공(영어: Western Air Lines, Inc.)과 합병했으며, 같은 해 최초로 태평양 횡단 노선을 신설해 일본 도쿄에 취항했다. 1990년에 맥도넬더글러스 MD-11 기종을 도입했으며 1991년에 도산된 팬아메리칸 월드 항공(영어: Pan American World Airways Inc.)의 일부를 소유하는 과정에서 유럽, 중동, 아시아 남부 등의 항로를 취득하였다. 1999년에 보잉 777 기종을 도입해 라틴아메리카를 논스톱 항공편으로 취항하기 시작했다.
2000년에 에어 프랑스, 대한항공, 아에로멕시코와 함께 항공 동맹인 스카이팀을 창립했다.

### 파산 및US 에어웨이즈합병 실패
2005년 유가 상승에 따른 연료비 증가로 수익이 약화되면서 동시에 허리케인 카트리나에 의해 회사의 지반인 미국 남부 지역이 피해를 받음과 동시에 경영난에 빠지게 되었다. 같은 해 노스웨스트 항공과 연방 도산법 제11장 적용해 뉴욕 연방에 파산 신청을 했으나 2007년 5월에 정식으로 연방 파산법 11장에서 벗어나게 되었다. 그와 동시에 새로운 도장과 로고를 발표했으며 이에 앞서 뉴욕 증권 거래소에 재상장을 했다. 당시 9·11 테러로 인해 경영난을 겪고 있던 2006년 11월에 US 에어웨이스가 인수 합병을 제안했다. 그러나 사측에서 두 차례나 협상을 거부해 2007년 1월에 합병안이 철회했다. 이후 US 에어웨이스는 2014년에 아메리칸 항공과 합병했고, 스타얼라이언스를 떠나 원월드에 가맹했다.

### 현대 역사
자회사인 노스웨스트 항공이 경영난을 겪자, 미국 3위 항공 업체인 델타 항공과 5위 업체인 노스웨스트 항공은 2008년 4월 14일 노스웨스트 항공 주식을 1.25주의 델타 항공 주식과 교환하는 방식의 합병안을 발표했다. 총 교환 규모는 31억 달러 수준으로, 합병 사명은 델타 항공으로 하고, 조지아주 애틀랜타에 통합 본사를 두며 리처드 앤더슨 회장(CEO)이 합병사의 경영을 맡고 있다. 2009년에 오스트레일리아에 취항했으며 같은 해 12월에 미국 연방 항공국에 의해 최종 승인되고 노스웨스트 항공의 자체 예약은 중단되었다.
그러나 예약 시스템이 완전히 통합되기 전까지 구 노스웨스트 항공의 IATA와 ICAO 코드는 한동안 사용되었다.
2010년 1월 미국 항공업계 6위 항공사인 노스웨스트 항공을 합병해 세계 최대의 글로벌 항공사가 되었고 같은 해 6월에 인천 - 디트로이트간 직항편을 취항했다. 2011년에 브라질의 항공사인 GOL 항공의 일부 지분을 인수했다. 2012년 1월 기준으로 유럽발 금융 위기로 인해 현재 경영난을 겪고 있는 AMR 코퍼레이션을 US 에어웨이즈, TPG 캐피탈, 국제항공 그룹과 함께 인수 및 합병하는 안이 검토되었다.
2012년 6월에 GOL 항공의 추가로 지분을 인수하는 방안이 검토되고 있으며 같은 해 12월에 영국의 버진 애틀랜틱 항공의 지분 49%를 싱가포르 항공으로부터 인수했다.
최근 들어 미국에 거주하고 있는 한국인들 사이에 기내식에 한식을 추가할 것을 요구하고 있다.

## 운항 노선
- 2018년 10월 현재 델타 항공과 항공 동맹 파트너들은 매일 약 15,000 회의 운항을 하고있다.[11]

델타 항공은 미국의 항공사 중 코토카 국제공항, 코펜하겐 공항, 블레즈-디아뉴 국제공항, 뒤셀도르프 국제공항, OR 탐보 국제공항, 무르탈라 모하메드 국제공항, 슈투트가르트 공항, 니스 코트다쥐르 공항, 요한 바오로 2세 공항(계절편)을 독점적으로 운항하고 있다. 2019년 5월 델타 항공은 존 F. 케네디 국제공항과 뭄바이를 잇는 직항 항공편을 2019년 12월 22일부터 운항을 시작한다고 발표했다.

### 코드셰어 협정
- 델타 항공은 다음과 같은 항공사와 코드셰어 협정을 맺고 있다. 또한 스카이팀 회원사와 코드셰어가 가능하다.[13]

| - GOL 항공 - ITA 항공 - KLM (스카이팀) - 가루다 인도네시아 항공 (스카이팀) - 대한항공 (스카이팀) - 버진 애틀랜틱 (스카이팀) - 버진 오스트레일리아 - 베트남 항공 (스카이팀) - 상하이 항공 (스카이팀) - 스칸디나비아 항공 (스카이팀) | - 실버 항공 - 아르헨티나 항공 (스카이팀) - 아에로멕시코 (스카이팀) - 아에로플로트 (스카이팀) - 에어 유로파 (스카이팀) - 에어 프랑스 (스카이팀) - 웨스트 제트 - 중국남방항공 - 중국동방항공 (스카이팀) - 중화항공 (스카이팀) | - 케냐 항공 (스카이팀) - 트랜스아비아 항공 - 하와이안 항공 |  |

### 조인트 벤처
- 2017년 6월 델타 항공과 대한항공은 조인트 벤처를 위한 정식 협정에 조인하고, 같은해 7월 미 교통부와 대한민국 국토교통부에 각각 인가신청을 했다. 11월 17일, 미 교통부는 조인트 벤처 시행에 대한 최종 승인을 하였으나 대한민국 국토교통부에서는 승인을 받지못해 설립이 무산될 뻔했으나 2018년 3월 29일 국토교통부의 최종 승인을 받아냈다.[17][18]

| - KLM (스카이팀) - 대한항공 (스카이팀) - 버진 애틀랜틱 (스카이팀) - 버진 오스트레일리아 - 아에로멕시코 (스카이팀) - 에어 프랑스 (스카이팀) - 웨스트제트 |

### 허브 공항통계
- 2014년 2월 기준으로 델타 항공의 허브 공항 통계는 다음과 같다.[19]

## 보유 기종
- 2024년 1월 기준으로 델타 항공은 다음과 같은 기종을 보유하고 있다. 노스웨스트 항공과 합병하기 전에는 보잉과 맥도널 더글러스 위주의 기단이었지만, 노스웨스트와 합병한 후에는 에어버스 기종의 비율이 점점 증가하고 있다. 델타 항공은 세계에서 에어버스 A220과 보잉 757 항공기를 가장 많이 보유하고 있다.[20][21] 보기 드물게 A330neo와 A350을 동시에 운용하는 항공사다.

## 사건 및 사고
- 델타 항공 67편
- 델타 항공 191편
- 델타 항공 516편
- 델타 항공 723편
- 델타 항공 1141편
- 델타 항공 1288편
- 델타 항공 1989편
- 델타 항공 9570편
- 델타 항공 1086편
- 델타 항공 554편

### Band in China 등재 논란
대만을 국가 리스트에서 삭제하고, 중국의 일부로 등재했다는 이유로 2019년 10월 9일에 블랙리스트에 등재되었다.

## 자회사

### 델타 프레벳 제트
- 델타 프레벳 제트(영어: Delta Private Jets)는 델타 항공의 자회사로 비법인에 본사를 두고 있으며 제트 항공기와 헬리콥터 전세 서비스를 제공하고 있다. 설립 초기 컴에어 익스프레스(영어: Comair Express)로 설립 했으나 2010년에 델타 항공에 인수되면서 현재의 사명으로 변경되었다.

### 델타 커넥션
- 델타 커넥션(영어: Delta Connection)은 델타 항공과 환승을 위해 8개의 지역 항공사가 운항하고 있는 명칭 상표로 이 항공사는 델타 항공 편명으로 델타 항공의 허브 공항과 지방 공항의 노선을 소형 항공기로 운항하고 있다.

### 델타 셔틀
- 델타 셔틀(영어: Delta Shuttle)은 델타 항공의 자회사로 주로 델타 항공과 셔틀 아메리카편으로 운항하고 있으며 주로 서비스와 편의 시설을 제공하고 있으며 보유 기종은 에어버스 A319와 엠브라에르 E-175로 운항하고 있다.

### GOL 항공
- GOL 항공(영어: Gol Transportes Aéreos)은 브라질의 항공 회사로 허브 공항은 리우데자네이루 갈레앙 국제공항, 상파울루 구아룰류스 국제공항, 브라질리아 국제공항이 있으며 2000년에 설립해 2001년부터 최초로 취항을 했으며 2006년에 경영난에 시달린 바리그 브라질 항공을 인수해 2007년에 합병 했다. 하지만 지속된 경영난으로 인해 델타 항공에 의해 일부 지분을 인수한데 이어 추가 지분을 인수하는 방안이 검토되고 있다.

### 델타 익스프레스
- 델타 익스프레스(영어: Delta Express)는 한 때 존재했던 항공사로 델타 항공의 자회사이자 미국의 저가 항공사로 1996년에 설립되어 2003년까지 존재했던 저가 항공사로 당시 보유 기종은 보잉 737-200으로 운항했다.

### 송에어
- 송에어(영어: Song)는 한 때 존재했던 항공사로 델타 항공의 자회사이자 미국의 저가 항공사로 2003년에 설립되어 2006년에 델타 항공과 통합된 저가 항공사로 당시 보유 기종은 보잉 757-200으로 운항했다.

## 사진

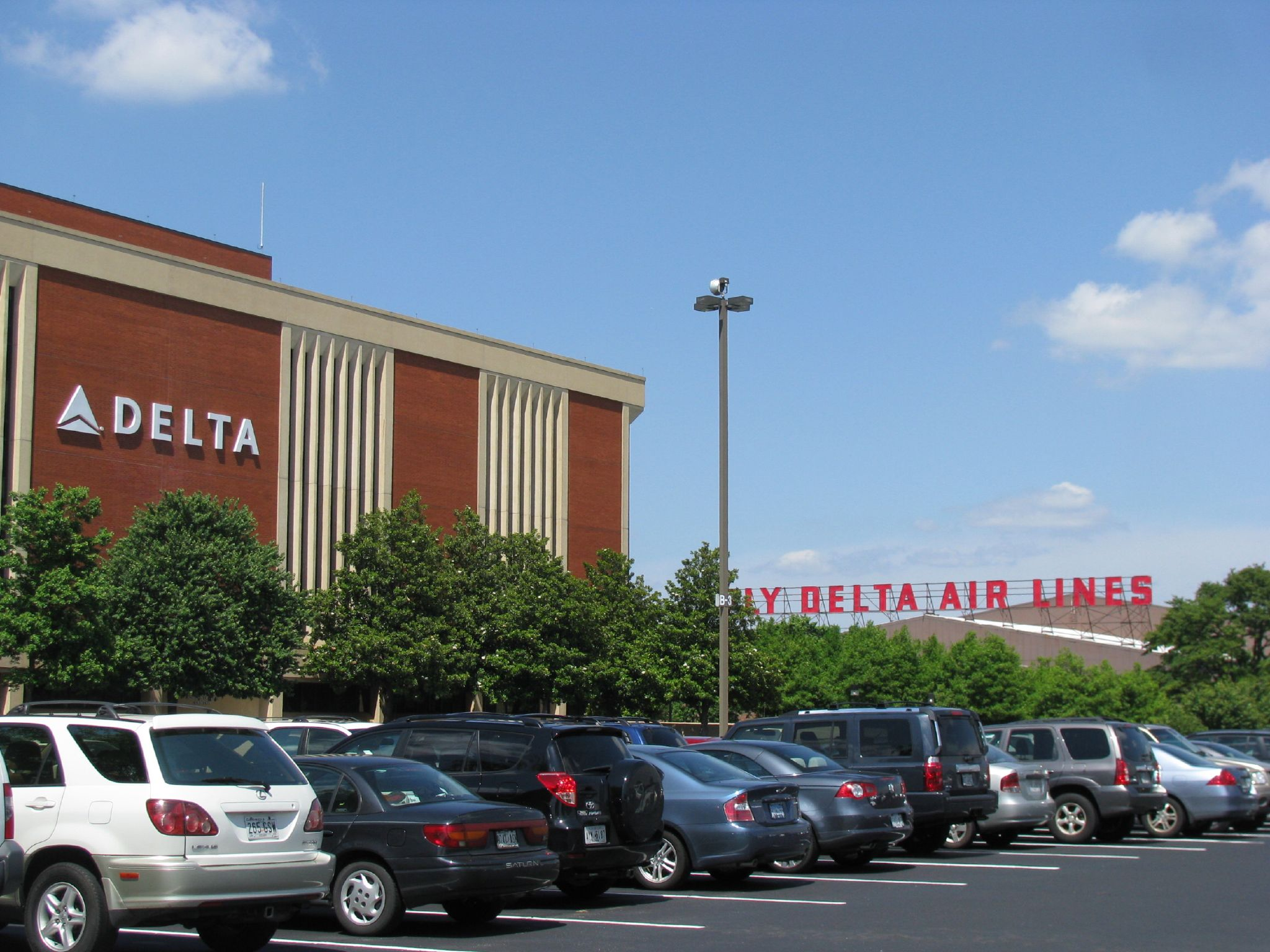
델타 항공의 본사로 조지아주 애틀랜타에 위치한 빌딩
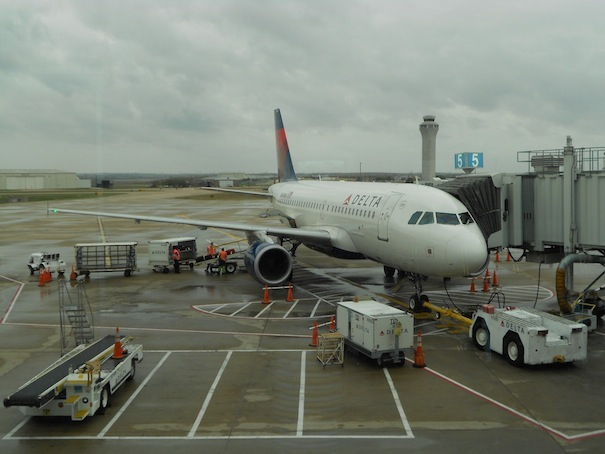
델타 항공의 에어버스 A319-100
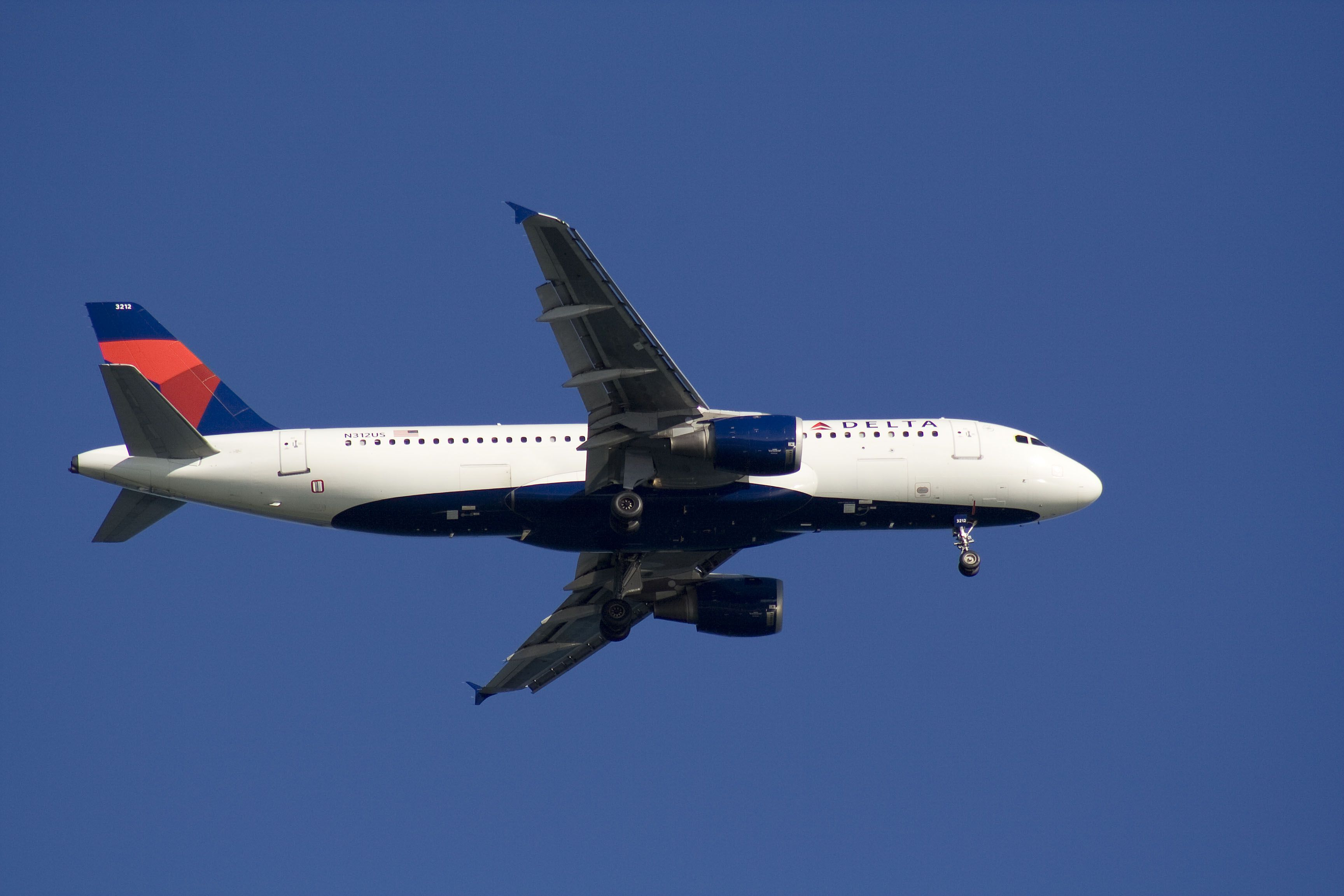
델타 항공의 에어버스 A320-200
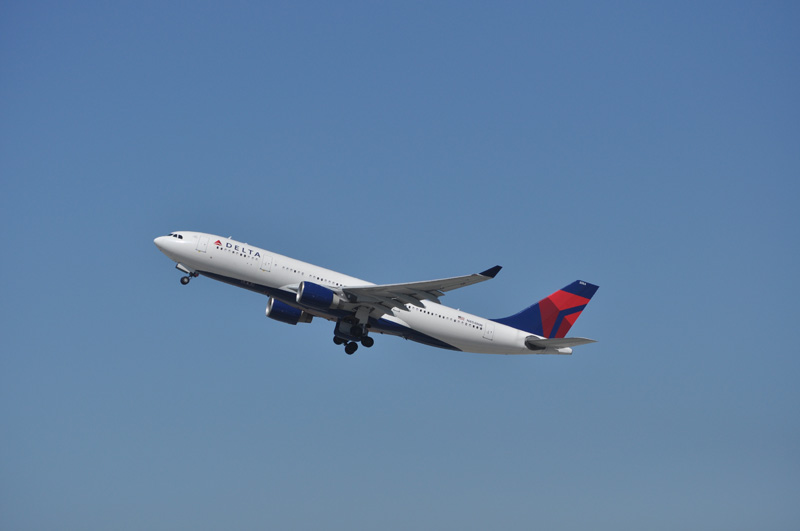
델타 항공의 에어버스 A330-200
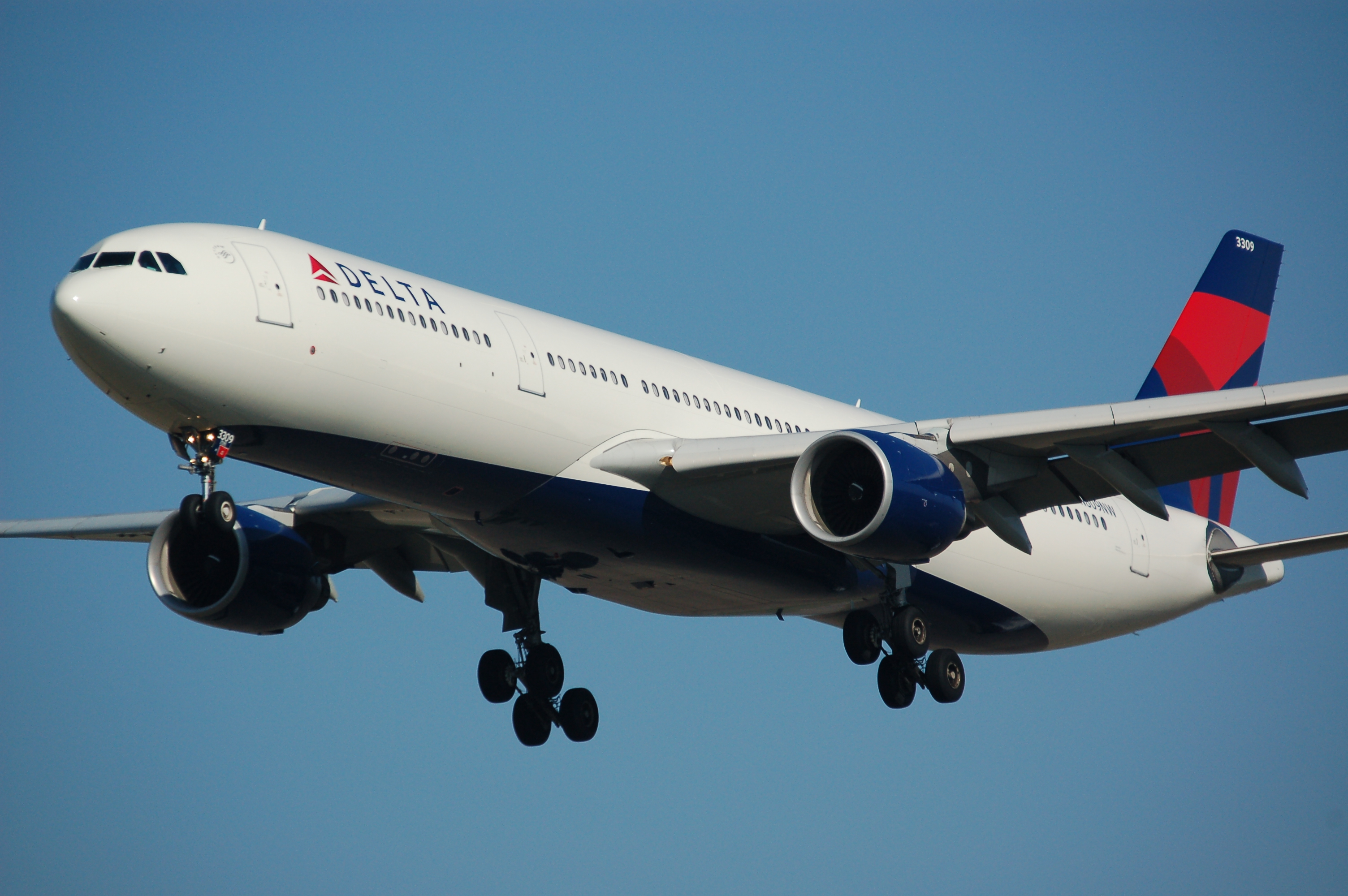
델타 항공의 에어버스 A330-300
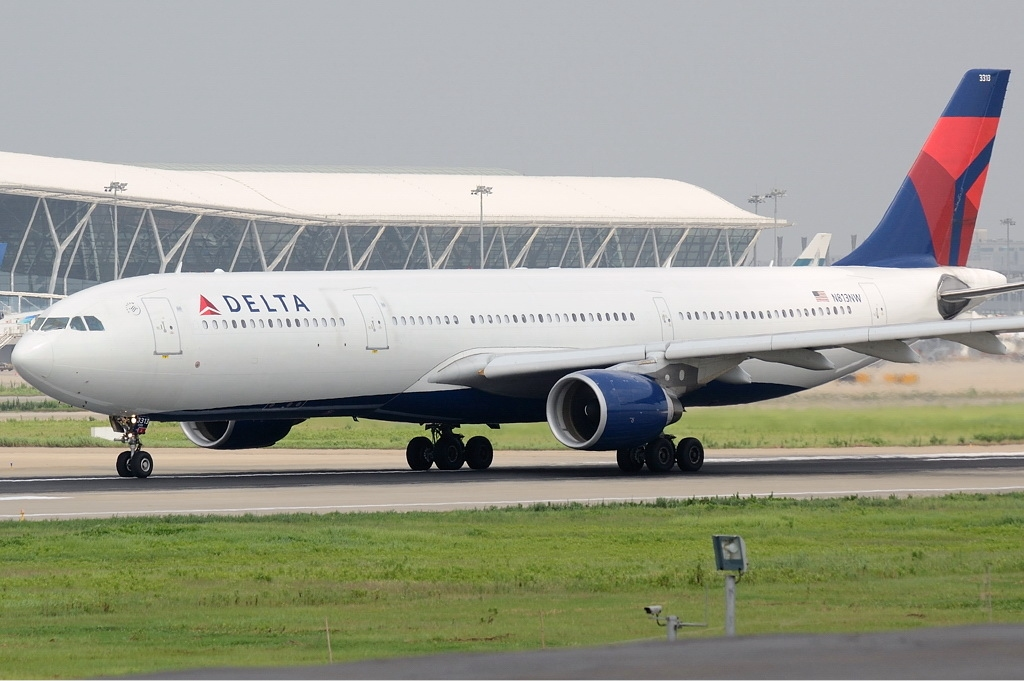
델타 항공의 에어버스 A330-300
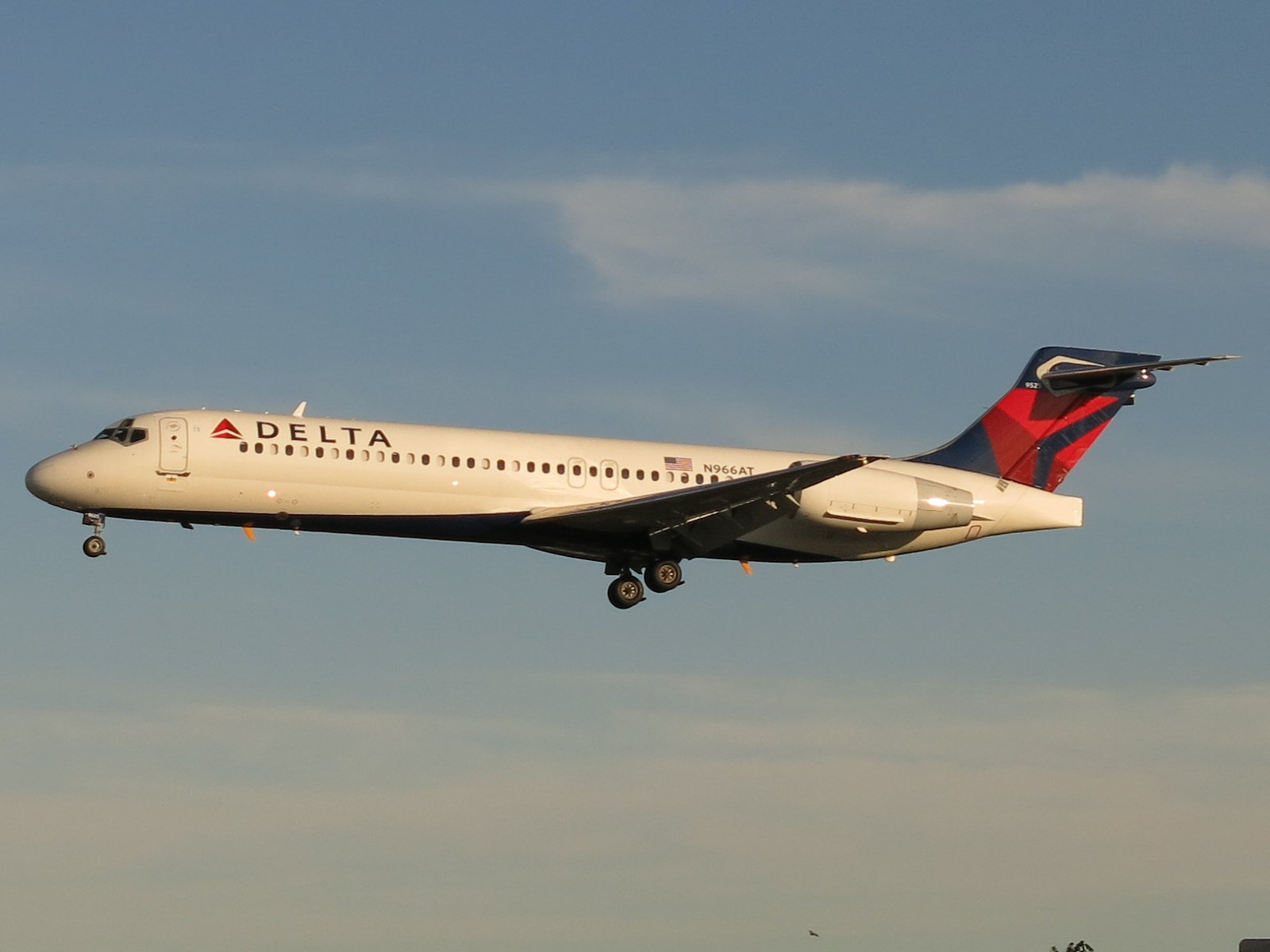
델타 항공의 보잉 717-200
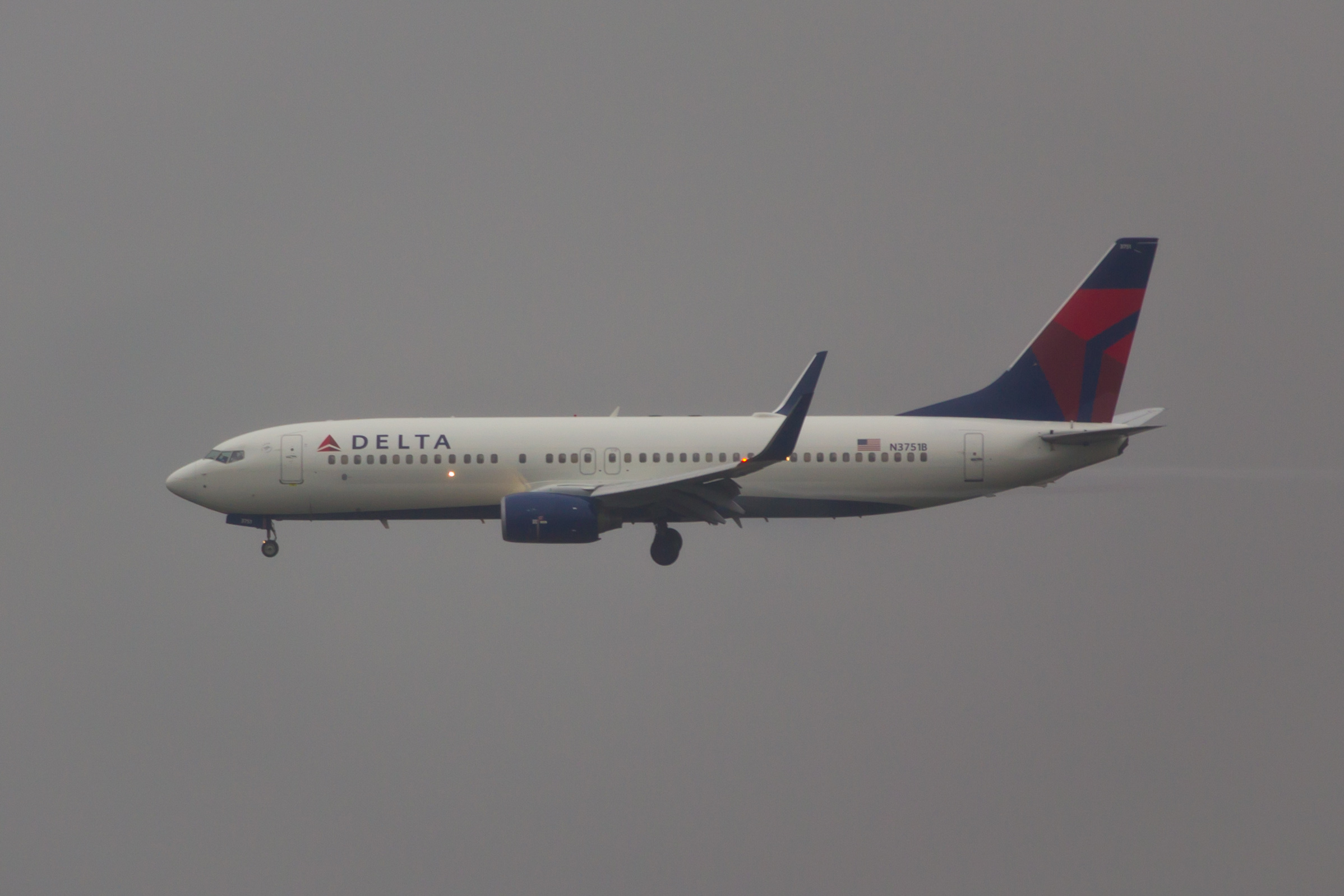
델타 항공의 보잉 737-800
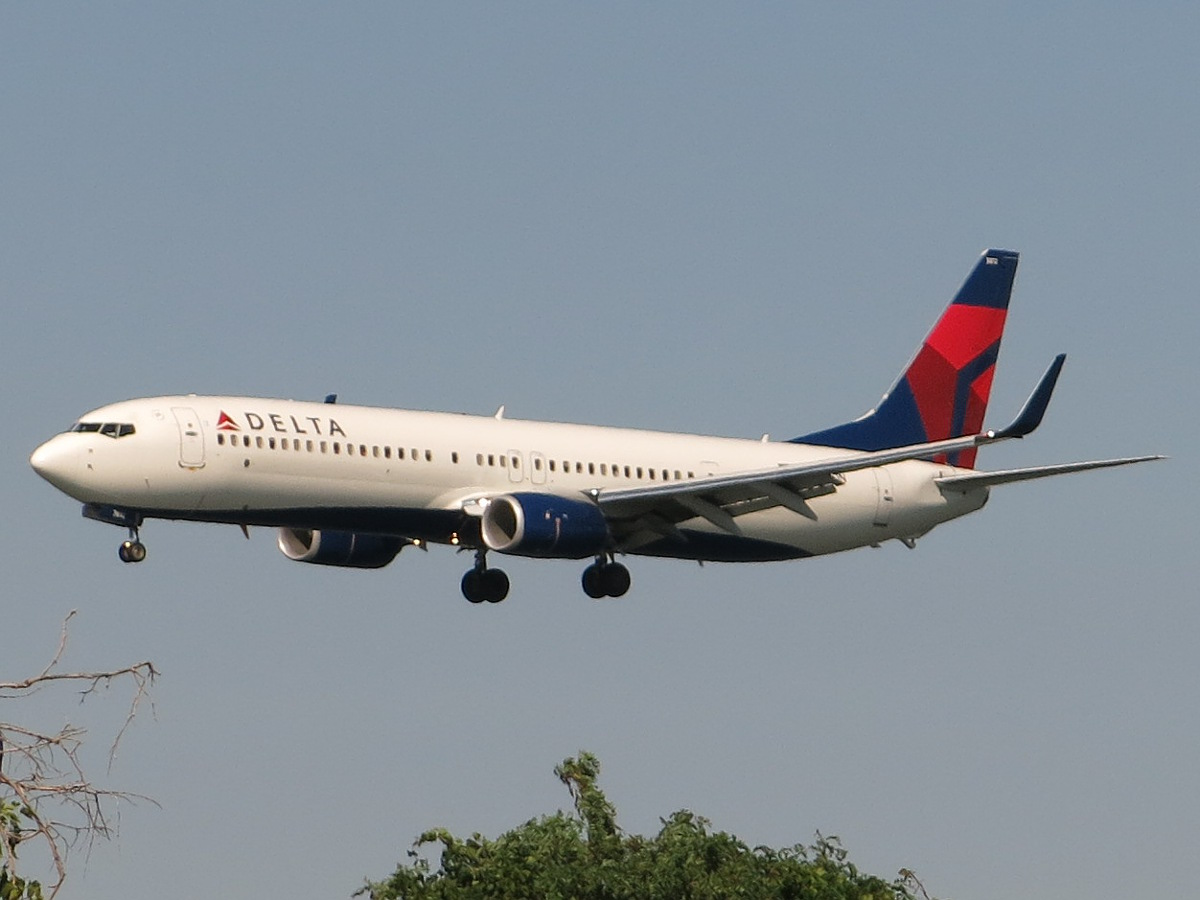
델타 항공의 보잉 737-900ER
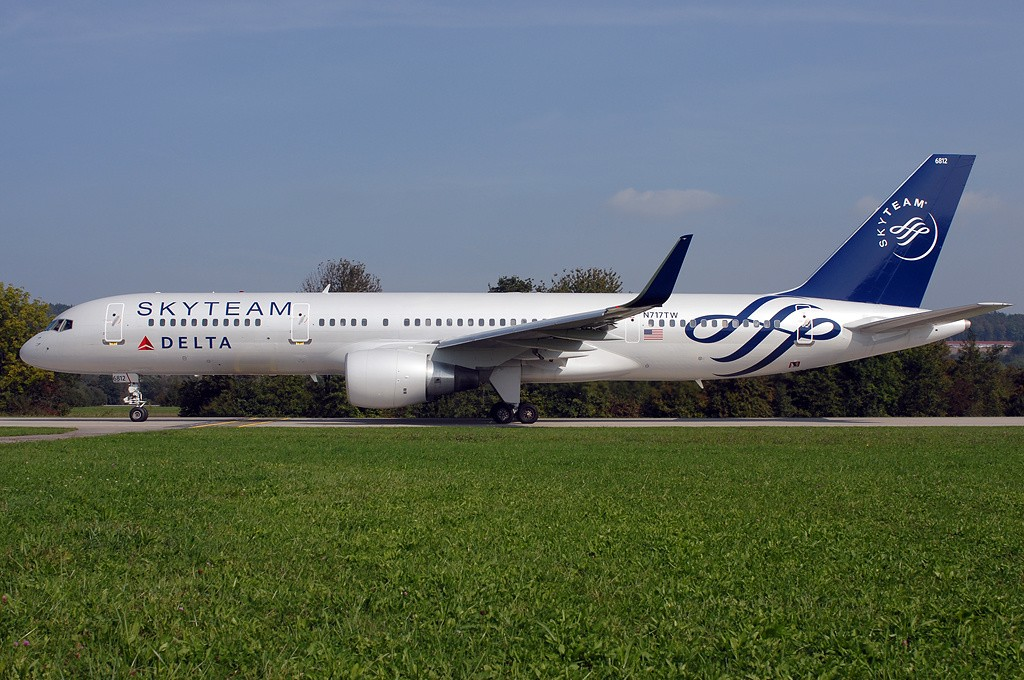
스카이팀 도장을 적용한 델타 항공의 보잉 757-200
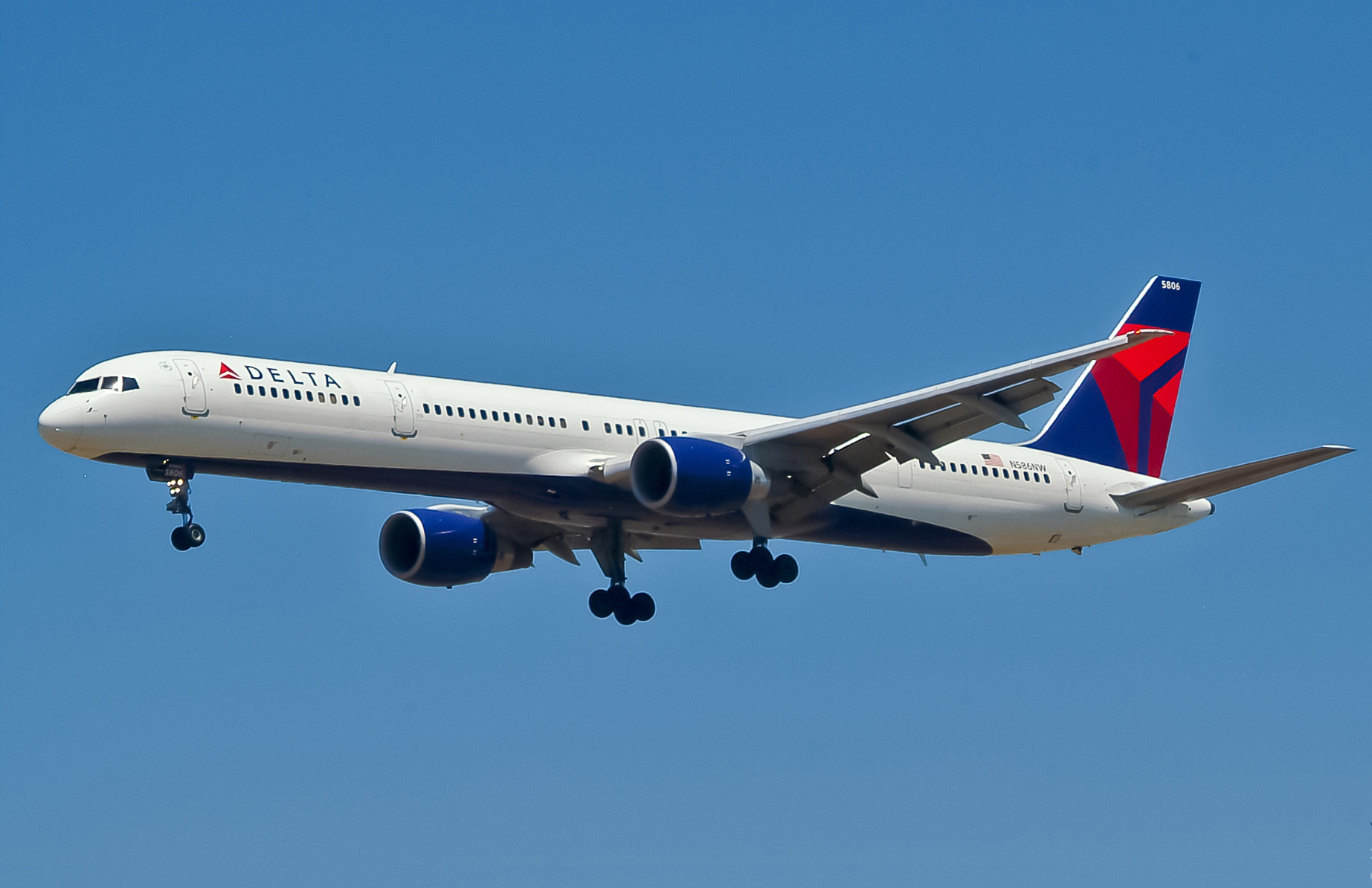
델타 항공의 보잉 757-300
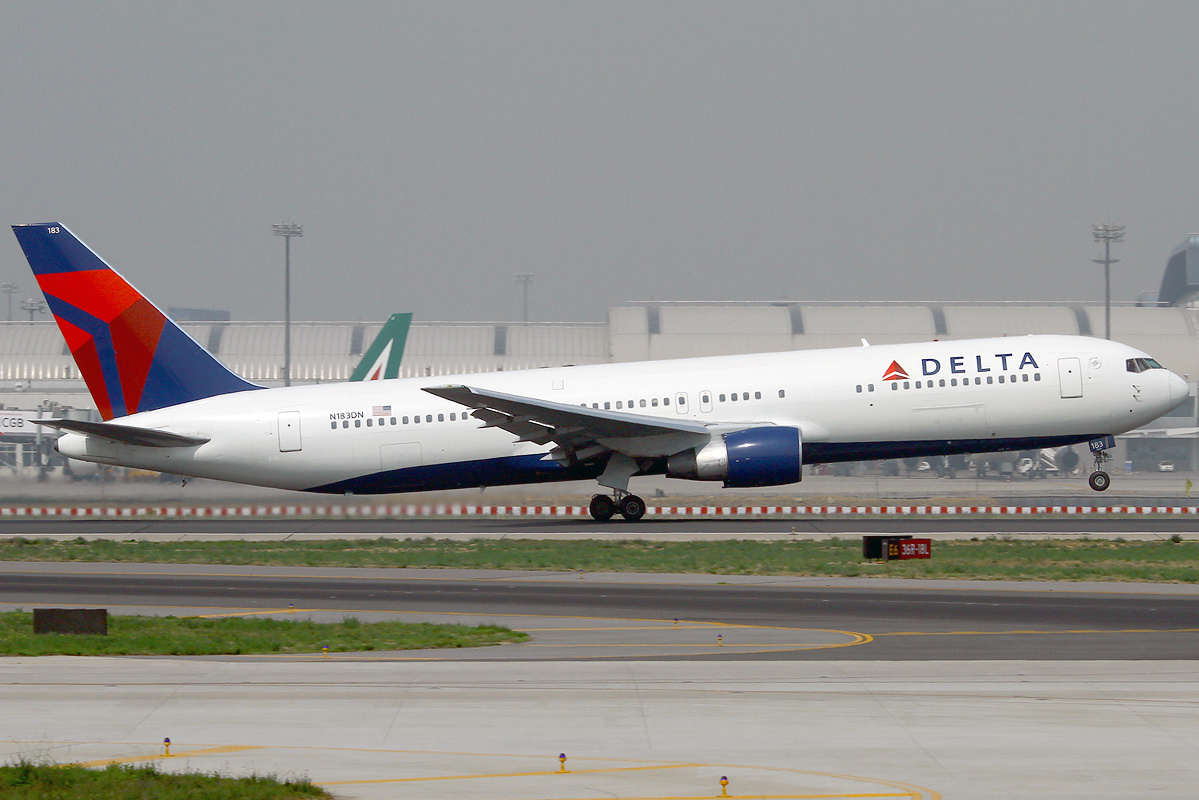
델타 항공의 보잉 767-300ER
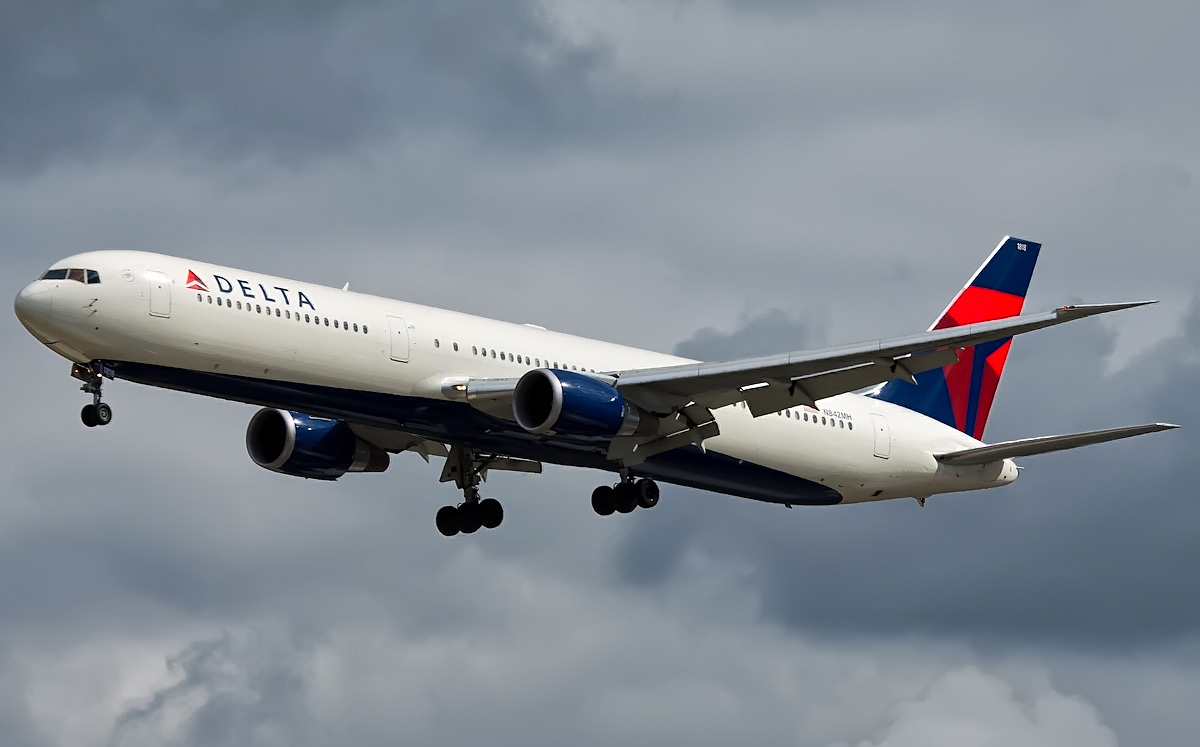
델타 항공의 보잉 767-400ER
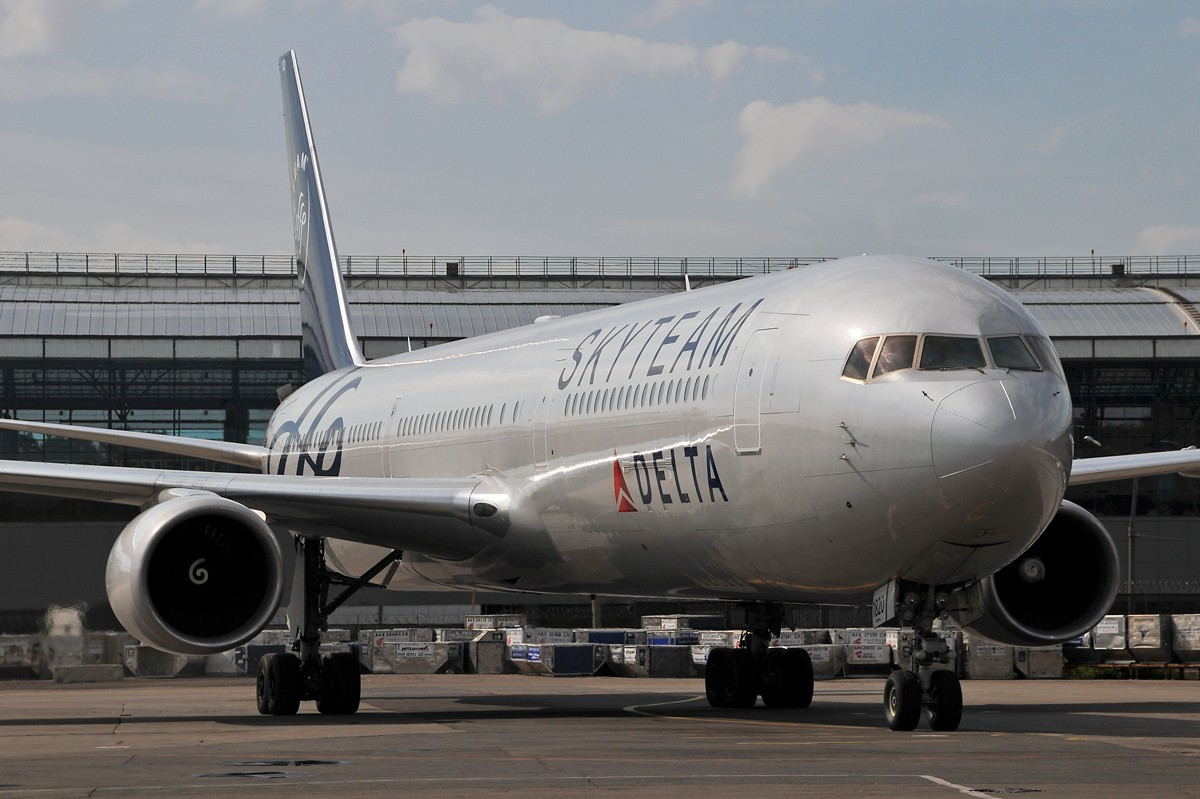
스카이팀 도장을 적용한 델타 항공의 보잉 767-400ER
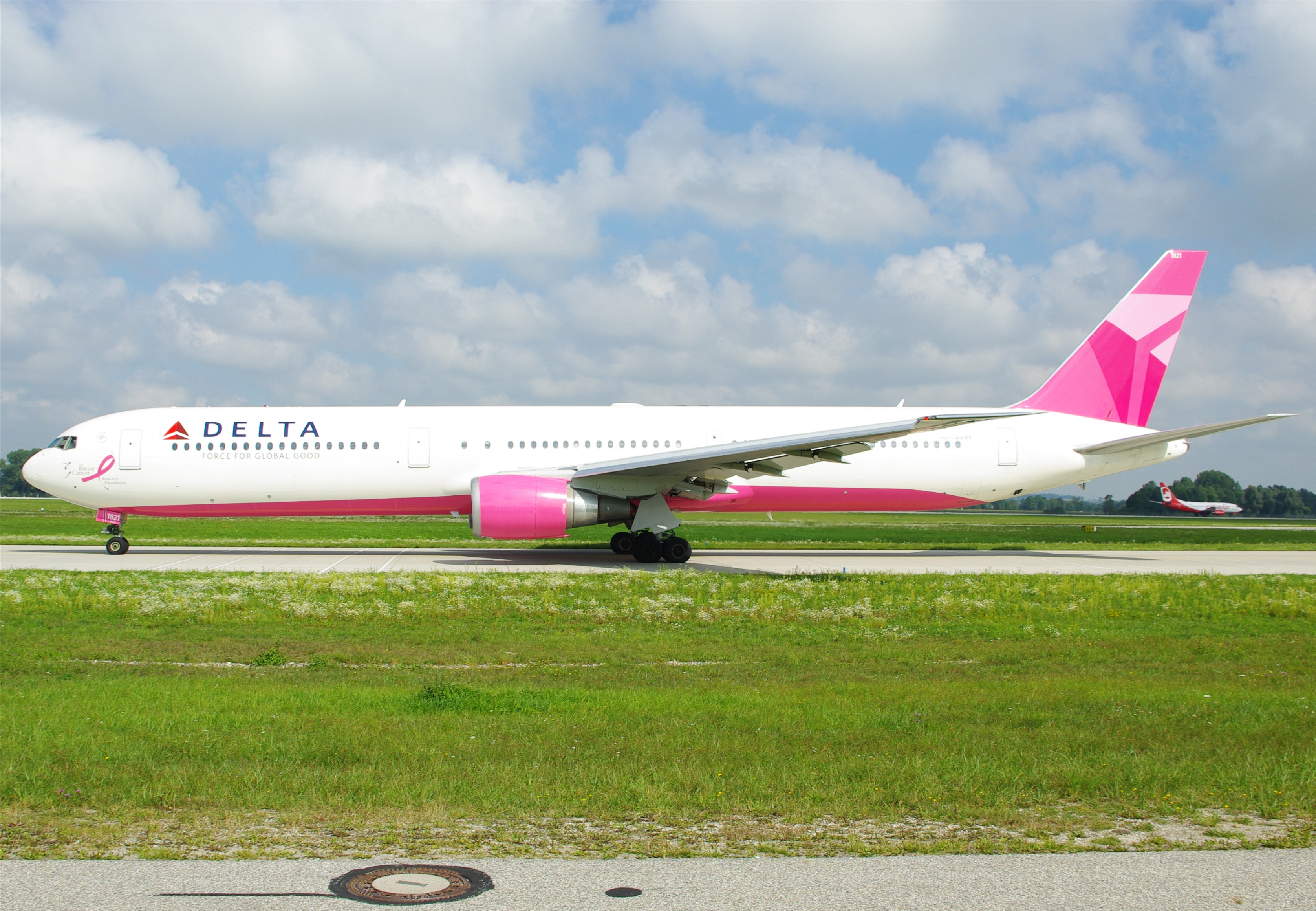
유방암 연구 재단의 도장을 적용한 델타 항공의 보잉 767-400ER

## 같이 보기
- 미국의 항공사 목록
- 미국의 공항 목록
- 미국의 교통